# Milan Kulyk
Milan Kulyk (* 12. května 1967 Hodonín) je bývalý český prvoligový fotbalový útočník. Jeho mladší bratr Karel je také bývalým prvoligovým fotbalistou.

## Hráčská kariéra
Hodonínský odchovanec zasáhl do 1 utkání nejvyšší soutěže ČR v dresu Uherského Hradiště, aniž by skóroval (26. listopadu 1995). Nižší soutěže hrál za VTJ Sigma Hodonín, Tatran Poštorná a Baník Ratíškovice. Na jaře 2000 hrál za Vracov, sezonu 2000/01 strávil v Šardicích. Od jara 2002 působil v nižších soutěžích v Rakousku.

## Ligová bilance
| Ročník                                 | Zápasy | Góly | Minuty | Klub              |
| -------------------------------------- | ------ | ---- | ------ | ----------------- |
| Moravskoslezská fotbalová liga 1993/94 | –      | 7    | –      | Tatran Poštorná   |
| Moravskoslezská fotbalová liga 1994/95 | –      | 15   | –      | Tatran Poštorná   |
| 2. česká fotbalová liga 1995/96        | 28     | 10   | –      | Tatran Poštorná   |
| 1. česká fotbalová liga 1995/96        | 1      | 0    | 90     | Uherské Hradiště  |
| Moravskoslezská fotbalová liga 1996/97 | –      | 7    | –      | Baník Ratíškovice |
| Moravskoslezská fotbalová liga 1997/98 | –      | 13   | –      | Baník Ratíškovice |
| Moravskoslezská fotbalová liga 1998/99 | –      | 11   | –      | Baník Ratíškovice |
| 2. česká fotbalová liga 1999/00        | 13     | 2    | –      | Baník Ratíškovice |
| 2. česká fotbalová liga 2001/02        | 8      | 1    | –      | Baník Ratíškovice |
| CELKEM 1. LIGA ČR                      | 1      | 0    | 90     |                   |
| CELKEM 2. LIGA ČR                      | 49     | 13   | –      |                   |
| CELKEM 3. LIGA ČR – MSFL               | –      | 53   | –      |                   |